# رائول براوو
رائول براوو (انگلیسی: Raúl Bravo؛ زادهٔ ۱۴ آوریل ۱۹۸۱) یک بازیکن فوتبال اهل اسپانیا است.
از باشگاه‌هایی که در آن بازی کرده‌است می‌توان به المپیاکوس، باشگاه فوتبال رئال مادرید، لیدز یونایتد، نومانسیا، رئال مادرید کاستیا، باشگاه فوتبال رئال مادرید سی، و رایو وایکانو اشاره کرد.
وی همچنین در تیم ملی فوتبال اسپانیا بازی کرده است.